# 無敵のLOVE
無敵のLOVEは、今井由香と子安武人によるシングル。なお、ここではうえだゆうじと根谷美智子による替え歌、「美徳のSORRY」についても紹介する。

## 特色

### 無敵のLOVE
- OVA「マスターモスキートン」のエンディングテーマに使われた。
- ジャケットには、モスキートンのコスプレをした子安と、イナホのコスプレをした今井の写真が移っている。
- カラオケバージョンが3パターン収録されている。

・1997年に行われた、『ノンコとのび太のアニメスクランブル』公開録音 杉並公会堂にて、子安武人と今井由香の二人がそれぞれのキャラクターに扮したコスプレをして、歌を披露した事でも、よく知られている。

### 美徳のSORRY
- 美徳のSORRYは挿入歌として使われた。